# Joseph de Bray

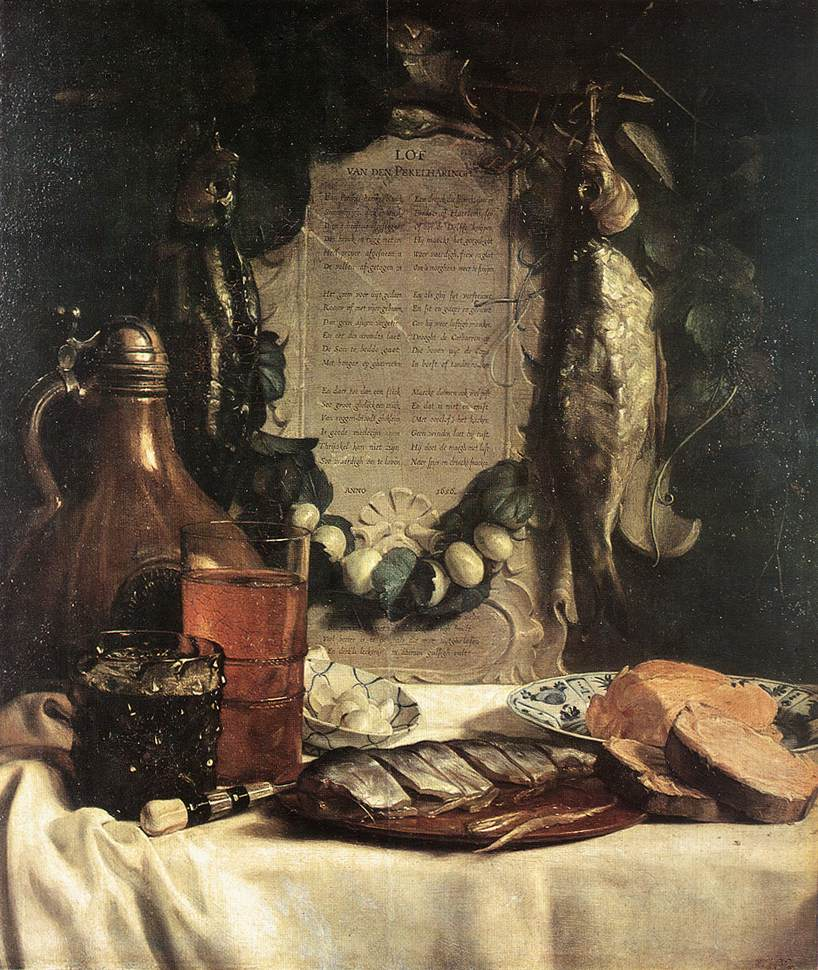
Lof van den Pekelharingh, 1656, Gemäldegalerie Alte Meister, Dresden

Joseph de Bray (overleden Haarlem, 16 mei 1664) was een Nederlands kunstschilder en tekenaar uit de periode van de Gouden Eeuw. Zijn geboorteplaats en -datum zijn niet met zekerheid bekend. Het RKD vermeldt Haarlem als zijn waarschijnlijke geboorteplaats en stelt zijn geboortejaar op grond van bronnen vast tussen 1628 en 1634.
De Bray werd geboren in een kunstenaarsgezin. Zijn vader en leermeester was Salomon de Bray, zijn broers waren Jan, Jacob en Dirck de Bray. Hun zuster Cornelia de Bray trouwde in 1648 met de schilder Jan Lievens.
Evenals zijn broer Jan legde Joseph zich toe op het schilderen van stillevens, met name van bloemen en vis. Er zijn overigens niet veel werken bekend die vooralsnog met volledige zekerheid aan hem kunnen worden toegeschreven.
Tot zijn bekendste werken behoort het hier afgebeelde schilderij Lof van den Pekelharingh. Het toont een in mootjes gesneden haring, beboterd brood, een schaal met boter, uien en een karaf met bier en bijbehorende glazen. Het meest in het oog springend is echter de weergave van een afbeelding van het eveneens met haring en uien omrande gedicht ter ere van de pekelharing. 
Het gedicht was van de hand van zijn oom, de dichter, arts en predikant Jacob Westerbaen uit diens bundel Minne-Dichten (in de uitgave van 1633) en zong de lof van de haring, die evenals de kabeljauwvangst stevig bijdroeg aan de welvaart van de Nederlanden in de 17e eeuw. Het gedicht zoals weergegeven op het schilderij eindigt overigens met de enigszins scabreuze tekst: Maeckt dat men ook wel pist / En dat u niet en mist / (Met oorelof) het kacken; / Geen winden laet hij rust / Hij doet de maegh met lust / Naer spijs en drincke snacken.
Een schilderij met dezelfde titel en hetzelfde thema uit 1657 bevat eveneens de tekst van het gedicht, ditmaal weergegeven in een opengeslagen boek en vergezeld van een ander gedicht van dezelfde auteur, getiteld Verhuysinge van Cupido. Dit werk bevindt zich in het Suermondt-Ludwig-Museum in Aken.
Joseph de Bray overleed in 1664 in Haarlem aan de gevolgen van de pest.